# ابن الخوام
عماد الدين أبو علي عبد الله بن محمد بن عبد الرزّاق الحُرْبَوي المعروف بابن الخَوَّام البغدادي العراقي (643 هـ-724 هـ = 1245 - 1324)؛ طبيب ورياضي عربي، ولد ومات في بغداد زمن الدولة الإلخانية، وولي رئاسة الطب فيها. من تصانيفه: "مقدمة في الطب"، و"القواعد البهائية" في الحساب.